# Тейлор Шиллінг
Те́йлор Джейн Ши́ллінг (англ. Taylor Jane Schilling; нар. 27 липня 1984, Бостон, США) — американська акторка.

## Життєпис
Тейлор народилася в Бостоні, США. Її мати Тіш — адміністраторка Массачусетського технологічного інституту, батько Роберт — колишній прокурор. Батьки розлучились і Тейлор змушена була жити на два будинки. Має молодшого брата Сема.
У 2002 закінчила середню школу Вейленд. Ще навчаючись там брала участь у багатьох шкільних виставах, першою з яких була — «Скрипаль на даху». Диплом бакалавра мистецтв здобула у Фордхемському університеті та два роки навчалася у Нью-Йоркському університеті.

## Кар'єра
Навчаючись у Фордхемі була під керівництвом Еріки Шмідт — дружини зірки «Гри престолів» Пітера Дінклейджа. Вражене грою Тейлор подружжя сприяло швидкому кінодебюту акторки. Першою роллю була у незалежному кіно «Темна історія», у якому знімалась також Меріл Стріп.
В серіалі про іракську війну «Милосердя» акторка отримала головну роль медсестри Вероніки, але шоу було закрито у 2010. Наступного року виходить стрічка «Атлант розправив плечі», після неї — однойменна екранізація роману Ніколаса Спаркса «Щасливчик».
З 2013 знімається у серіалі «Помаранчевий — хіт сезону». В ньому акторка виконує головну роль Пайпер Чепмен, яка принесла ряд номінацій та декілька нагород.
У грудні 2015 року Шиллінг приєдналася до акторського складу науково-фантастичного трилеру «Титан». У грудні 2016 було повідомлено, що акторка візьме участь у драматичній стрічці «Публічна бібліотека».

## Особисте життя
Щодо її сексуальності, Шиллінг заявила: "У мене були дуже серйозні стосунки з багатьма людьми, і я дуже експансивна людина. Жодна частина мене не може містити ярлик. Я справді не вписуюся «в коробку».
У 2019 році вона додала: «У мене були стосунки з чоловіками та стосунки з жінками. Йшлося про людину, а не про її стать. Набагато радикальніший політичний акт ― не зводити себе до ярлика, аби просто почувати себе комфортніше. У мене були серйозні стосунки з багатьма різними людьми».
Під час місяця гордості в 2020 році вона підтвердила через Instagram свої стосунки з візуальною художницею Емілі Рітц.
Шиллінг практикує трансцендентальну медитацію.

## Фільмографія

### Фільми
| Рік  | Назва                               | Оригінальна назва      | Роль           | Примітки |
| ---- | ----------------------------------- | ---------------------- | -------------- | -------- |
| 2007 | «Темна історія»                     | Dark Matter            | Джекі          |          |
| 2011 | «Атлант розправив плечі: частина 1» | Atlas Shrugged: Part I | Дегні Таггарт  |          |
| 2012 | «Щасливчик»                         | The Lucky One          | Бет Грін       |          |
| 2012 | «Арго»                              | Argo                   | Крістін Мендез |          |
| 2013 | «Залишся»                           | Stay                   | Еббі           |          |
| 2015 | «Ночівля»                           | The Overnight          | Емілі          |          |
| 2017 | «Викради мене»                      | Take Me                | Анна           |          |
| 2017 |                                     | The Philosophy of Phil | Сем            |          |
| 2018 | «Публічна бібліотека»               | The Public             | Анжела         |          |
| 2018 | «Титан»                             | The Titan              | Абігейл Янссен |          |
| 2018 |                                     | Family                 | Кейт           |          |
| 2019 | «Омен: Переродження»                | The Prodigy            | Сара Блум      |          |

### Серіали
| Рік       | Назва                       | Оригінальна назва       | Роль                 | Примітки                       |
| --------- | --------------------------- | ----------------------- | -------------------- | ------------------------------ |
| 2009–2010 | «Милосердя»                 | Mercy                   | Вероніка             | 22 епізоди                     |
| 2013–2019 | «Помаранчевий — хіт сезону» | Orange Is the New Black | Пайпер Чепмен        | 65 епізодів                    |
| 2016      | «П'яна історія»             | Drunk History           | Емілі Воррен Роблінг | Епізод: «Landmarks»            |
| 2020      | «Монстерленд»               | Monsterland             | Кейт Фельдман        | Епізод: «Plainfield, Illinois» |
| 2021      | «Укус»                      | The Bite                | Лілі Лейтхаузер      | 6 епізодів                     |
| 2022      | «Пем і Томмі»               | Pam & Tommy             | Еріка Готьє          | 4 епізоди                      |
| TBA       | «Любий Едвард»              | Dear Edward             | тітка Лейсі          |                                |